# Campeonato NORCECA de Voleibol Masculino Sub-17
O Campeonato NORCECA de Voleibol Masculino Sub-17 é um torneio organizado pela Confederação da América do Norte, Central e Caribe de Voleibol (NORCECA), que reúne as principais seleções nacionais desta categoria afiliadas a esse desporto. A competição ocorre a cada dois anos, sendo que a primeira edição foi realizada em Poza Rica, no México, em 2023, onde a seleção de Porto Rico conquistou o título inaugural.

## Histórico
Em 2023, após a criação da categoria sub-17 pela Federação Internacional de Voleibol (FIVB), a NORCECA realizou a primeira edição do torneio na cidade de Poza Rica, no México.
De forma invicta, Porto Rico conquistou o título ao vencer na final a seleção anfitriã do torneio por 3 sets a 1. Ambas as equipes, junto com Cuba, se classificaram para o Campeonato Mundial Sub-17 de 2024, como os três primeiros colocados do Campeonato Sub-17 da NORCECA.

## Quadro geral
| Ordem | País       | Medalha de ouro | Medalha de prata | Medalha de bronze | Total |
| ----- | ---------- | --------------- | ---------------- | ----------------- | ----- |
| 1     | Porto Rico | 1               | 0                | 0                 | 1     |
| 2     | México     | 0               | 1                | 0                 | 1     |
| 3     | Cuba       | 0               | 0                | 1                 | 1     |